# Carrer Progrés de Figueres
El Carrer Progrés de Figueres és un carrer del municipi de Figueres (Alt Empordà) protegit com a bé cultural d'interès local.
A principis del segle XXI es manté encara un ús generalitzat de magatzem essent escassos els habitatges. És un conjunt d'edificacions neoclàssiques i eclèctiques construïda arran de la implantació del ferrocarril en directa relació amb aquest, donat l'ús originari de magatzems a l'engròs de comercialització de mercaderies (principalment productes vitivinícoles de la comarca). El front edificat manté en bon estat façanes i estructures ordenades modulament i simètrica, amb planta baixes (de vegades incloent entresòl) de gran alçada i obertures verticals i allargades formant balcons. Els elements compositius i ornamentals s'extreuen de repertori neoclàssic simplificat o popular: emmarcaments, motllures, cornises, balustrades...